# Crassicollum musculare
Crassicollum musculare is een platworm (Platyhelminthes). De worm is tweeslachtig. De soort leeft in het zoute water.
Het geslacht Crassicollum, waarin de platworm wordt geplaatst, wordt tot de familie Crassicollidae gerekend. De wetenschappelijke naam van de soort werd voor het eerst geldig gepubliceerd in 1977 door Dean.